# Open Your Box
Open Your Box (noto anche come Hirake) è un brano musicale dell'artista giapponese Yōko Ono, pubblicato su singolo nel 1971 dalla Plastic Ono Band come B-side del 45 giri Power to the People di John Lennon, e incluso nell'album Fly della Ono (1971).

## Il brano
La canzone inizia con i caratteristici vocalizzi stridenti di Yoko Ono, per poi snodarsi su un tappeto sonoro con accenti funky. Nel 1971 il provocatorio testo del brano scritto dalla Ono generò alcune controversie (in lingua inglese "box" è un termine slang per indicare la vagina). Nella traccia lei canta: «Open your box, open your trousers, open your sex, open your legs, open open open open open» ("Apri la tua scatola, apri i pantaloni, apri il tuo sesso, apri le gambe,  apri apri apri apri apri"). Il disco venne messo al bando in Gran Bretagna, e le frasi incriminate del testo furono censurate con un effetto eco. La Capitol Records, che distribuiva i dischi della Apple Records negli Stati Uniti, inizialmente si rifiutò di pubblicare il singolo, ed acconsentì solo quando la canzone venne sostituita come B-side da un'altra traccia, Touch Me. Il testo originario era ancora più provocatorio e il 4 marzo 1971 Yōko Ono fu costretta a ri-registrare la voce in Open Your Box presso gli Abbey Road Studios, dopo che un dirigente della EMI aveva definito "sgradevole" il testo del brano. Le parole "trousers", "skirt", "legs", e "thighs" furono cambiate con "houses", "church", "lakes", e "eyes". Lennon e Ono non protestarono per la censura subita, dato che volevano solo "che il disco uscisse".
Alla fine Open Your Box fu inclusa nell'album Fly del 1971, con il titolo cambiato in Hirake ("ひらけ" significa "aprire" in giapponese).

## Formazione
- Yoko Ono – voce, produzione
- John Lennon – produzione, chitarra
- Klaus Voormann – basso
- Jim Gordon – batteria